# Hagnagora
Hagnagora es un género de polilla de la familia de las geométridas. Todas las especies tienen patrones distintivos que incluyen bandas transversales blancas o amarillas en las alas anteriores. Fue incluido en la familia Geometridae por Forbes en 1917.

## Especies
- clado buckleyi
  - Hagnagora buckleyi (Druce, 1885)
  - Hagnagora catagrammina (Druce, 1885)
  - Hagnagora lex (Druce, 1885)
- clado anicata
  - Hagnagora anicata (Felder y Rogenhofer, 1875)
  - Hagnagora elianne (Sullivan, 2011]
  - Hagnagora unnia (Sullivan, 2011)
  - Hagnagora marionae (Brehm y Sullivan, 2005)
  - Hagnagora richardi (Brehm, 2015)
  - Hagnagora hedwigae (Brehm, 2015)
- clado croceitincta
  - Hagnagora croceitincta (Dognin, 1892)
  - Hagnagora clustimena (Druce, 1893)
  - Hagnagora mirandahenrichae (Brehm, 2015)
- clado mortipax
  - Hagnagora mortipax (Butler, 1872)
  - Hagnagora jamaicensis (Schaus, 1901)
  - Hagnagora acothysta (Schaus, 1901)
  - Hagnagora guatica (Schaus, 1927)
- clado ephestris
  - Hagnagora ephestris (Felder y Rogenhofer, 1875)
  - Hagnagora discordata (Guenée, 1858)
  - Hagnagora luteoradiata (Thierry-Mieg, 1892)
- clado subrosea
  - Hagnagora subrosea (Warren, 1909)

## Especies excluidas deHagnagora
- “Hagnagora” ignipennis (Dognin, 1913)
- “Hagnagora” mesenata (Felder y Rogenhofer, 1875)
- “Hagnagora” vittata (Philippi, 1859)